# Gabriele Fograscher

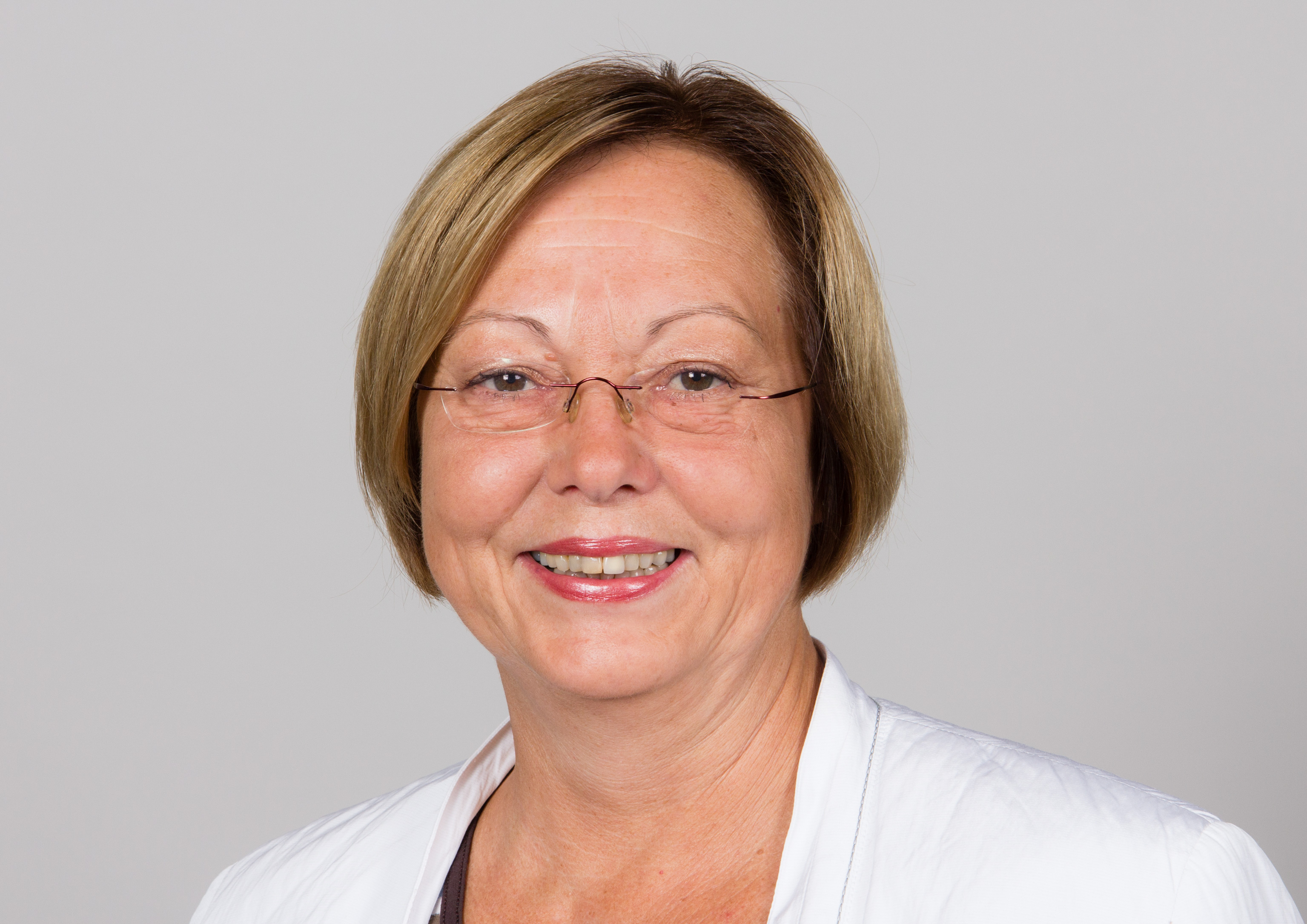
Gabriele Fograscher (2014)

Gabriele Fograscher geborene Graf, (* 6. Mai 1957 in Nördlingen) ist eine deutsche Politikerin (SPD).

## Leben und Beruf
Nach der Mittleren Reife 1974 absolvierte Gabriele Fograscher eine Ausbildung zur Hauswirtschaftsleiterin, die sie 1978 mit der Staatsprüfung beendete. 1979 bestand sie am Staatsinstitut für die Ausbildung von Fachlehrern die erste Lehramtsprüfung und nach Ableistung eines Referendariats 1981 auch die zweite Lehramtsprüfung für die Fächer Handarbeit und Hauswirtschaft. Seit 1987 war sie als Erzieherin im Kinderheim Nördlingen der Rummelsberger Anstalten tätig.
Gabriele Fograscher ist verheiratet und hat zwei Kinder.

## Politischer Werdegang
Gabriele Fograscher war Vorsitzende der Arbeitsgemeinschaft sozialdemokratischer Frauen und stellvertretende Vorsitzende des SPD-Unterbezirks Donau-Ries. Sie ist Mitglied im Vorstand des Unterbezirks und des SPD-Bezirks Schwaben.
Seit 1996 gehört sie dem Kreistag des Landkreises Donau-Ries an.

## Abgeordnete
1994 wurde sie erstmals in den Deutschen Bundestag gewählt.
Sie war im 13. Deutscher Bundestag ordentliches Mitglied im Ausschuss für wirtschaftliche Zusammenarbeit und Entwicklung.
Ab dem 14. Deutscher Bundestag war Ordentliches Mitglied im Innenausschuss.
Ab November 2005 war sie stellvertretende Sprecherin der Arbeitsgruppe Inneres der SPD-Bundestagsfraktion und ab Februar 2006 Sprecherin der Arbeitsgruppe Rechtsextremismus. Ab Oktober 2007 gehört sie auch dem Vorstand der SPD-Bundestagsfraktion an. Im Januar 2014 schlug ihre Fraktion sie erfolgreich für das Parlamentarische Kontrollgremium vor. Ebenso war sie Mitglied im Gremium nach Artikel 13 Absatz 6 Grundgesetz und im Gremium nach § 23c Absatz 8 Zollfahndungsdienstgesetz, und stellvertretendes Mitglied im Wahlausschuss.
Gabriele Fograscher zog stets über die Landesliste Bayern in den Bundestag ein. Ihr Wahlkreis war Donau-Ries. Sie erklärte, bei der Bundestagswahl 2017 nicht erneut anzutreten.
Sie ist Mitglied des Beirats des Bündnis für Demokratie und Toleranz.